# Бобков, Вячеслав Игоревич
Вячеслав Игоревич Бобков (9 июля 1957 — 3 апреля 2012) — российский певец, поэт, композитор. Автор и исполнитель песен в жанре русский шансон, лауреат премии «Шансон года».

## Биография
Родился 9 июля 1957 года в горах Алтая, в городке Риддер.
В 9 классе стал участником группы «Гороскоп», получив Гран-при на фестивале джаз-рок музыки «Восток». На «большую» сцену впервые попал в 1977 году в качестве гитариста и солиста группы «Интеграл» (рук. Бари Алибасов). После службы в армии, в 1980 году, поступил в Усть-Каменогорское музыкальное училище, на отделение классической гитары, которое с успехом заочно окончил в 1985 году. До училища сдал экстерном экзамены в музыкальной школе и получил аттестат о её окончании (тоже по классу гитары).
В 1992 году выпустил магнитоальбом «Русская душа», а на следующий год — альбом «Я дворник».
Записал 7 альбомов, некоторые песни записаны в сотрудничестве с Никитой Джигурдой. Песни Славы Бобкова «Такси — зелёный огонёк», «Конвой» и «Посадка на рейс» были исполнены Михаилом Шуфутинским. Участвовал в концерте-фестивале, состоявшемся 16 апреля 2002 года в Кремле, где стал лауреатом «Всенародной премии Шансон года». В 2008 году был выпущен DVD «Переплавленный в колокол». С 2008 по 2009 год принимал участие в проекте «Шансон двух культур в Париже».
Скончался 3 апреля 2012 года в возрасте 54 лет от рака. На протяжении длительного времени он боролся с болезнью, однако это так и не принесло результата — умер певец в клинической больнице Санкт-Петербурга РАН РФ, в которой на протяжении пяти месяцев проходил лечение. Похоронен на Николо-Архангельском кладбище.